# Zeist

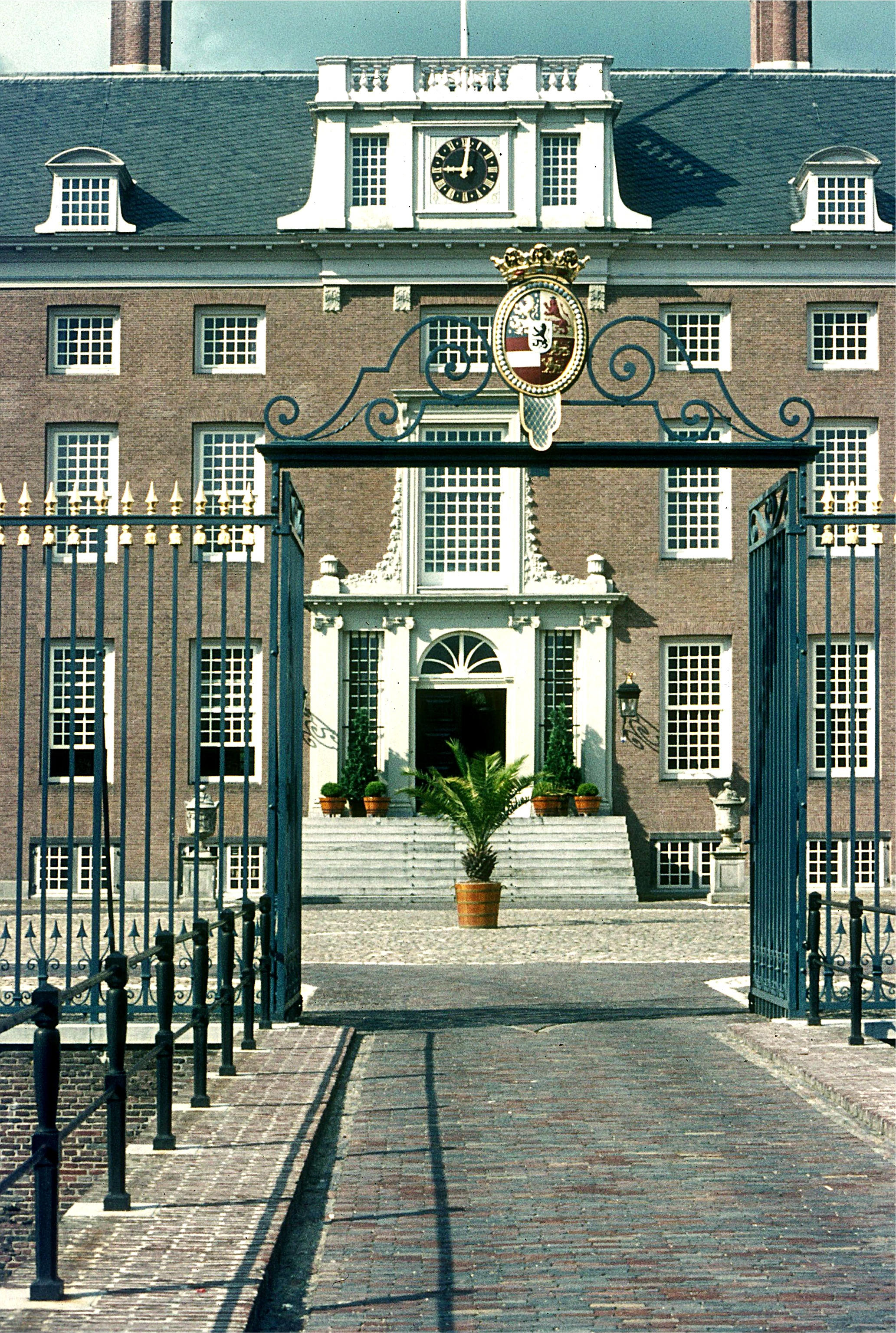
Slottet i Zeist

Zeist är en kommun i provinsen Utrecht i Nederländerna. Kommunens totala area är 48,64 km² (där 0,11 km² är vatten) och invånarantalet är på 60 249 invånare (2005).